# Ляхово (Добричская область)
Ляхово (болг. Ляхово) — село в Болгарии. Находится в Добричской области, входит в общину Балчик. Население составляет 435 человек.

## Политическая ситуация
В местном кметстве Ляхово, в состав которого входит Ляхово, должность кмета (старосты) исполняет Асан Халидов Мехмедов (Движение за права и свободы (ДПС)) по результатам выборов правления кметства.
Кмет (мэр) общины Балчик — Николай Добрев Ангелов (независимый) по результатам выборов в правление общины.